# Lev Skrbenský z Hříště
Lev kardinál Skrbenský, svobodný pán z Hříště, pokřtěn jako Lev Karel Anna Filip (12. června 1863 Hukovice – 24. prosince 1938 Dlouhá Loučka u Uničova) byl moravský šlechtic z rodu Skrbenských z Hříště a římskokatolický duchovním na Moravě a v Čechách. Sloužil římskokatolické církvi jako 29. arcibiskup pražský (1899–1916), 9. arcibiskup olomoucký (1916–1920) a kardinál (od roku 1901).

## Životopis

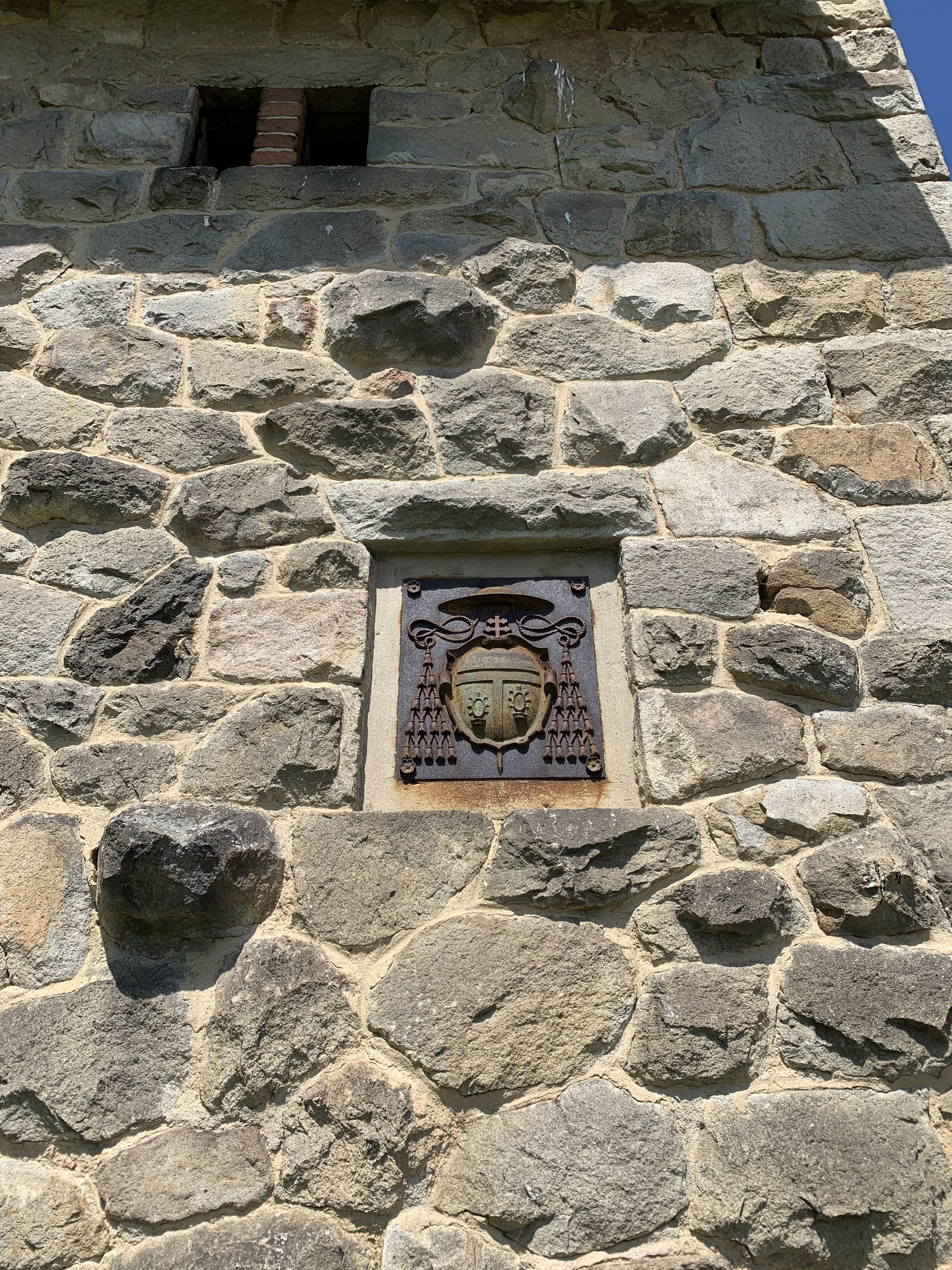
Znak kardinála Skrbenského na zdi Brajnerova dvora u Horní Cerekve

Lev Skrbenský pocházel ze starobylé šlechtické rodiny Skrbenských z Hříště. Narodil se 12. června 1863 na zámku v Hukovicích jako druhorozené dítě. Dětství strávil na zámku v Dřevohosticích, který matka roku 1877 zdědila po smrti své ovdovělé matky, baronky von Badenfeld, rozené hraběnky Erdődyové, která zemřela rok před tím.
Gymnazijní studia započal na státním gymnáziu u benediktinů v Kremsmünsteru. Studoval pak na gymnáziu v Kroměříži, kde složil maturitní zkoušku. Na popud svých rodičů studoval právo v Innsbrucku, odkud pak za dva roky přešel do služby u šestého dragounského pluku se sídlem v Brně. Později se přihlásil do arcibiskupského semináře v Olomouci a posléze studoval církevní práva na Gregoriánské univerzitě a Animě v Římě. Na kněze byl vysvěcen v roce 1889.
Poté působil jako kaplan v Dubu nad Moravou, Moravské Ostravě a Uherském Ostrohu, a v roce 1895 se stal farářem v Melči.
Roku 1899 se stal kanovníkem olomoucké kapituly a téhož roku byl také zvolen do funkce pražského arcibiskupa. V roce 1901 byl jmenován kardinálem, jeho titulárním kostelem byl chrám Santo Stefano Rotondo al Celio. 
Velmi si oblíbil krajinu na Rožmitálsku, proto nechal v letech 1903–1904 přestavět myslivnu v Roželově na zámeček, který sloužil jako arcibiskupské letovisko namísto zámku Rožmitál. Také dal podnět k přestavbě rožmitálského kostel svatého Jana Nepomuckého na náměstí jehož přestavbu navrhl architekt Josef Fanta.
V průběhu 1. světové války vyjádřil císař František Josef I. nespokojenost s jeho nedostatečně burcujícím postojem ve věcech válečných a přinutil jej přejít do úřadu arcibiskupa olomouckého. V roce 1920 na tuto funkci rezignoval. Pobýval na zámku v Horní Dlouhé Loučce, kde na Štědrý den roku 1938 zemřel. Pohřben byl v katedrále sv. Václava v Olomouci.
Snažil se zavést v arcidiecézi v platnost závěry prvního vatikánského koncilu a zvýšit malý počet kněží, který mu bránil v realizaci jeho plánu. Před první světovou válkou byl předsedou biskupské konference rakouské části monarchie.

## Liturgické knihy
Za Skrbenského působení na pražském arcibiskupském stolci došlo k novému vydání některých provinčních liturgických knih:
- Manuale rituum ecclesiasticae provinciae Pragensis (1916) Dostupné online
- Officia propria provinciae Pragensis (1915, čtyři části jako přívazky jednotlivých dílů breviáře)